# Crocus banaticus
Crocus banaticus, sin. C. iridiflorus, cunoscută ca brândușa de toamnă sau șofrănel, este o specie de plantă cu flori aparținând familiei Iridaceae, originară din Balcani, în special în Serbia, România și sud-vestul Ucrainei. Își creează propriul subgen în subfamilia Crocus cunoscută sub numele de Crociris. Este o perenă cormoasă care crește până la 10 cm.
Florile, de obicei violete dar și albe, apar toamna. Tepalele mici interioare sunt înconjurate de trei tepale mai mari, spre deosebire de speciile de crocus mai simetrice găsite în afara subfamiliei. Florile sunt însoțite de frunze asemănătoare ierbii, lipsite de dunga argintie asociată în mod normal cu genul.
Crocus banaticus a câștigat Premiul Royal Horticultural Society Award of Garden Merit (în traducere: Premiul de Merit pentru Grădină).